# Cynoglottis phocidica
Cynoglottis phocidica är en strävbladig växtart som först beskrevs av L.-å. Gustavsson, och fick sitt nu gällande namn av J. Holub. Cynoglottis phocidica ingår i släktet turkoxtungor, och familjen strävbladiga växter. Inga underarter finns listade i Catalogue of Life.